# Radio Cubana
El Sistema de Radio Cubana o Radio Cubana es la entidad encargada de la administración de la radio pública cubana. Es una empresa estatal administrada por el Instituto de Información y Comunicación Social. Su misión es administrar, fiscalizar, analizar y organizar el desarrollo de la radiodifusión en la isla. En la actualidad, Radio Cubana maneja 100 emisoras, entre nacionales, provinciales y locales, además de una internacional. Ellas llegan a cubrir un 98% del territorio nacional.

## Emisoras

### Nacionales
Estas son las 7 emisoras nacionales de Cuba.
| Logo | Nombre                                 | Programación | Fundación               | Frecuencias |
| ---- | -------------------------------------- | --- | ----------------------- | --- |
|      | Radio Rebelde Emisora de la revolución | Emisora generalista, fundado por Ernesto Che Guevara en la clandestinidad, para informar sobre los hechos militares y de la lucha contra la dictadura del General Fulgencio Batista. Se destaca por combinar noticias, deportes y música.                    | 24 de febrero de 1958   | 96.7, 107.9 MHz (La Habana) 99.5, 94.7 MHz (Pinar del Río) 107.9 MHz (Mayabeque) 107.9, 92.1, 100.3 MHz (Matanzas) 103.9 MHz (Cienfuegos) 94.7, 107.9, 104.7 MHz (Villa Clara) 93.7, 99.9, 92.7 MHz (Sancti Spiritus) 99.3, 106.3, 105.7 MHz (Ciego de Ávila) 101.5, 106.7 MHz (Camagüey) 99.1 MHz (Las Tunas) 103.5, 96.7 MHz (Holguín) 97.5, 96.7, 90.3 MHz (Granma) 102.3, 91.1 MHz (Santiago de Cuba) 100.7, 103.9, 97.9 MHz (Guantánamo) 105.7 MHz (Municipio Especial Isla de la Juventud) 95.5 MHz (Artemisa) 5025 kHz (Banda de 60m) 1180 kHz (Onda media) |
|      | Radio Reloj                            | La radio se caracteriza por el sonido continuo de un segundero de reloj, el anuncio de la hora a cada minuto y la programación informativa en vivo las 24 horas de cada día. Fue una de las primeras emisoras de transmisión continua de América Latina.     | 1 de julio de 1947      | 101.5 MHz (La Habana) 90.5 MHz (Pinar del Río) 103.5 MHz (Matanzas) 94.7 MHz (Cienfuegos) 98.1 MHz, 102.1 MHz (Ciego de Ávila) 96.7 MHz (Villa Clara) 95.9 MHz (Sancti Spíritus) 102.3 MHz (Camagüey) 94.5 MHz (Las Tunas) 91.9 MHz, 98.7 MHz (Holguín) 103.1 MHz (Santiago de Cuba) 94.3 MHz, 105.1 MHz (Guantánamo) 104.1 MHz (Municipio Especial Isla de la Juvetud) |
|      | Radio Progreso                         | Posee una programación generalista. Se destaca por combinar noticias, radionovelas y música. | 15 de diciembre de 1929 | 90.3 MHz, 106.3 MHz (La Habana) 101.9 MHz (Pinar del Río) 106.3 MHz (Mayabeque) 97.5 MHz (Artemisa) 106.3 MHz, 94.5 MHz, 101.9 MHz (Matanzas) 95.7 MHz, 103.1 MHz (Villa Clara) 91.7 MHz, 100.3 MHz 97.9 MHz (Sancti Spíritus) |
|      | Radio Taíno                            | Posee una programación generalista, fundamentalmente destinada al visitante extranjero. Transmite en frecuencia modulada para los principales polos turísticos de la isla.                                                                                   | 3 de noviembre de 1985  | 93.3 MHz La Habana |
|      | Radio Enciclopedia                     | Posee una programación de carácter educativo y cultural. | 7 de noviembre de 1962  | 94.1 MHz (La Habana), 102.7 MHz (Pinar), 100.7 MHz (Artemisa), 91.1 MHz (Matanzas), 102.7 MHz (Holguín), etc |
|      | CMBF Radio Musical Nacional            | Se especializa en música clásica y popular. | 25 de abril de 1948     | 99.1MHz FM / 590kHz AM(La Habana) y repetidoras |
|      | Radio Habana Cuba:                     | Es una emisora que tiene encomendada la transmisión en onda corta, satélite e Internet de programas para los cubanos en el exterior y para los extranjeros interesados por Cuba. Posee un perfil informativo, cultural, musical. Transmite en nueve idiomas. | 1 de mayo de 1961       | - En Onda Corta 5040 kHz, 6000 kHz, 6060 kHz, 6100 kHz, 6165 kHz, 7380 kHz, 9535 kHz, 9710 kHz, 11670 kHz, 11760 kHz, 11850 kHz, 11950 kHz, 13700 kHz, 13740 kHz, 15140 kHz, 15230 kHz, 15370 kHz, 15730 kHz. |

### Provinciales
Estas son las emisoras provinciales de Cuba.
| Provincia           | Emisoras                  |
| ------------------- | ------------------------- |
| La Habana           | Radio Ciudad de La Habana |
| La Habana           | Radio Metropolitana       |
| La Habana           | Radio COCO                |
| La Habana           | Radio Cadena Habana       |
| Pinar del Río       | Radio Guamá               |
| Artemisa            | Radio Artemisa            |
| Mayabeque           | Radio Mayabeque           |
| Matanzas            | Radio 26                  |
| Villa Clara         | CMHW                      |
| Cienfuegos          | Radio Ciudad del Mar      |
| Sancti Spíritus     | Radio Sancti Spiritus     |
| Ciego de Ávila      | Radio Surco               |
| Camagüey            | Radio Cadena Agramonte    |
| Las Tunas           | Radio Victoria            |
| Holguín             | CMKO Radio Angulo         |
| Holguín             | Radio Holguín la nueva    |
| Granma              | Radio Bayamo              |
| Manzanillo          | Radio Granma              |
| Santiago de Cuba    | CMKC Radio Revolución     |
| Guantánamo          | Radio Trinchera           |
| Isla de la Juventud | Radio Municipio Especial  |